# ペーター・ヴィンター

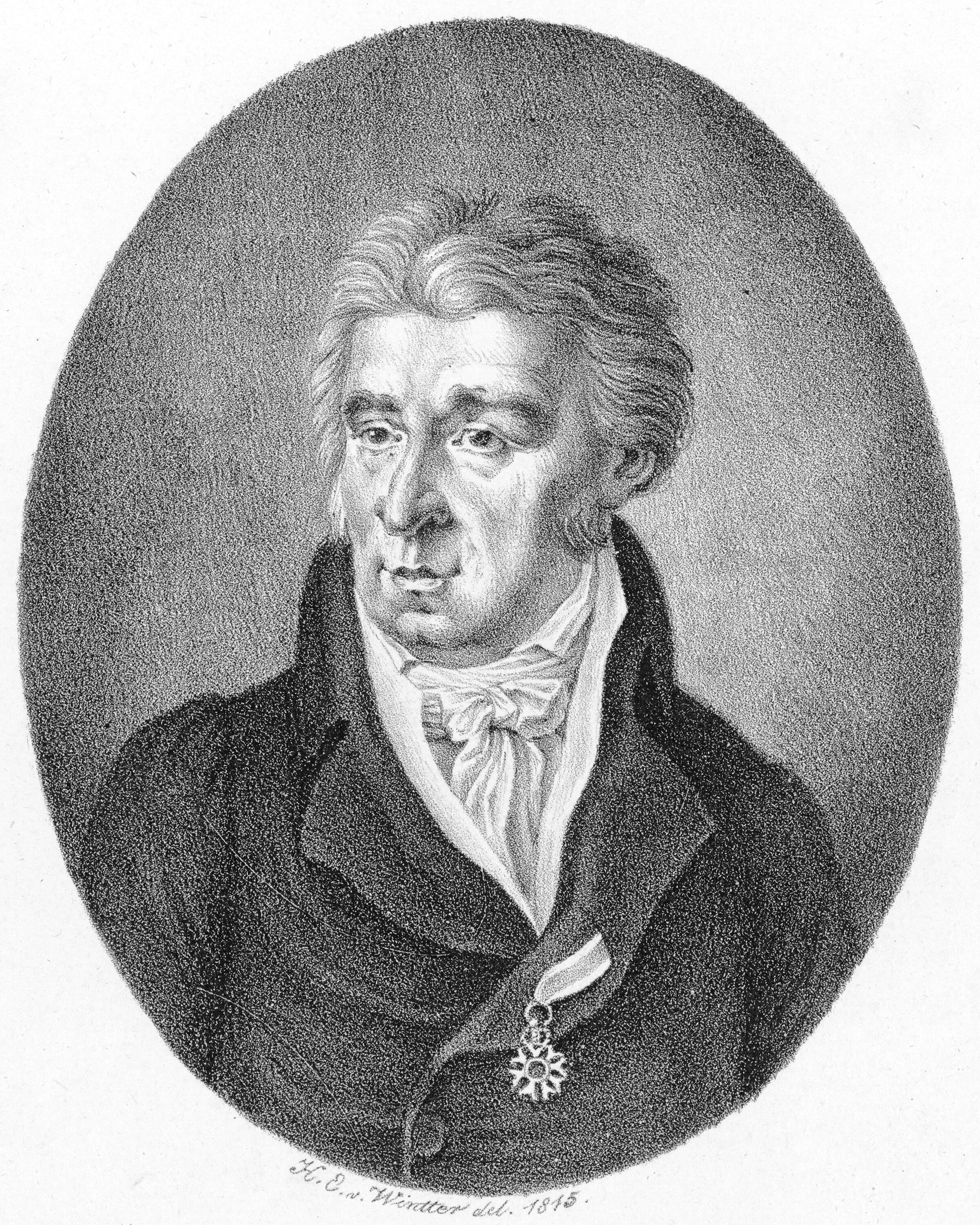
ペーター・ヴィンター（1815年）

ペーター・ヴィンター（Peter Winter、またはPeter von Winter、1754年 - 1825年10月17日）は、ドイツの作曲家である。

## 生涯
ペーター・ヴィンターはマンハイムに生まれ、ヴァイオリンの神童として当地の宮廷楽団で演奏した。彼はアントニオ・サリエリとともにウィーンで音楽を学んだ。1778年にはミュンヘンへ引越して、その地の宮廷劇場のディレクターとなり、オペラやバレエ音楽などの作曲を始めた。1787年にミュンヘンで副楽長の地位につき、1798年には宮廷楽長に昇格して、終生その地位を守っている。
ヴィンターが1778年から1820年の間に作曲した30作以上のオペラ作品の中で、失敗に終わったものは非常に少数であった。彼の作品で一番人気があるのは、1796年にウィーンで初演されたオペラ『中止された奉献祭』（Das unterbrochene Opferfest）である。1797年から1798年にかけては、同地でエマヌエル・シカネーダー作の『バビロンのピラミッド Die Pyramiden von Babylon』と『迷宮 Das Labyrinth』を作曲した。ヴィンターはミュンヘンに1798年に戻り、5年後には、『La grotta di Calipso』（1803年）などを製作するためにロンドンを訪れて、大成功を収めた。1817年のオペラ『マホメット』（Maometto）は恐らく彼の作品の中で、もっとも有名なもので、現在でも時折上演され、優れたCD録音が存在している。ヴィンターの最後の作品『歌手と仕立て屋 Der Sänger und der Schneider』は1820年にミュンヘンで初演され、その5年後に彼は同地で生涯を終えた。
ヴィンターはオペラなどの劇音楽の他に、室内楽曲や26曲のミサ曲を含む宗教音楽を作曲している。

## 主な作品

### オペラ
- Lenardo und Blandine（1779年）
- Der Bettelstudent （1785年）
- Jery und Bäteli （1790年）
- Das unterbrochene Opferfest（中止された奉献祭）（1796年）
- Die Pyramiden von Babylon（1797年）
- Das Labyrinth （1798年）
- La grotta di Calipso（1803年）
- Il ratto di Proserpina（プロセルピーナの略奪）（1804年）
- Maometto（マホメット）（1817年）

### バレエ
- Pyramus und Tisbe（1779年）
- La mort d'Hector （1779年）
- Die Liebe Heinrichs IV. und der Gabriele oder Die Belagerung von Paris（1779年）
- Ines de Castro（1780年）
- Vologesus (Il trionfo della verità)（1786年）
- La mort d'Orphée et d'Euridice （1792年）